# Поточање
Поточање је насеље у Србији у општини Ужице у Златиборском округу. Према попису из 2022. било је 452 становника.

## Историја
Поточање је добило име по великом броју извора природне чисте питке воде, чиме се нека села не могу похвалити. Настало на рекама Дервента и Ђетиња, а према неким подацима налази се на 10km удаљено од Ужица, 14km од Пожеге,а непуних 4km од Севојна. О историји краја делом сведочи РИМСКИ МОСТ, који се у народу одомаћио и као Турски мост, због легенде о злату које је, наводно, сакривено негде у близини моста. Људи из села, Поточањци су били редовни учесници многих ратова, међу којима и Првог и Другог светског рата. Према врло поузданим изворима за време овог "новијег", Другог светског рата, у Поточању је све до 1943/4 године преовладавао и јако упориште имао Четнички покрет. У селу се налази споменик Двема партизанкама и лепој Шапчанки које су на путу за Ужице залутале уз Дервенту. Такође, у селу се налази ВОДОВОД, из кога се водом снабдева већина околних села, Севојно и Ужице. Од познатијих Поточањаца, могу се издвојити Влајко Брковић, бизнисмен и дугогодишњи генерални директор Ваљаонице бакра и алуминијума (1960-1973),
Андрић Јован, доктор наука, Радослав Пауновић, доктор агрономије, Добросав Андрић, директор Првог партизана, Милутин Чолић, оснивач међународног филмског фестивала "ФЕСТ".
У селу имамо становнике породица Петровић, Драшкић, Пауновић, Андрић, Бугариновић, Чолић, Карапанџић, Пузовић, Обрадовић, Токмаковић, Дејовић, Николић, Радовановић, Кораћ, Станимировић, Љубојевић, Вучковић, Ђоковић, Радовић, Стефановић, Јовановић, Јовичић, Љескић, као и многе друге.

## Демографија
У насељу Поточање живи 429 пунолетних становника, а просечна старост становништва износи 42,2 година (40,8 код мушкараца и 43,4 код жена). У насељу има 158 домаћинстава, а просечан број чланова по домаћинству је 3,28.
Ово насеље је великим делом насељено Србима (према попису из 2002. године), а у последња три пописа, примећен је пад у броју становника.
|  |

| Демографија | Демографија | Демографија |
| Година      | Становника  | Становника  |
| ----------- | ----------- | ----------- |
| 1948.       | 573         |             |
| 1953.       | 602         |             |
| 1961.       | 620         |             |
| 1971.       | 561         |             |
| 1981.       | 592         |             |
| 1991.       | 564         | 560         |
| 2002.       | 518         | 523         |

| Етнички састав према попису из 2002.‍ | Етнички састав према попису из 2002.‍ | Етнички састав према попису из 2002.‍ | Етнички састав према попису из 2002.‍ | Етнички састав према попису из 2002.‍ |
| ------------------------------------ | ------------------------------------ | ------------------------------------ | ------------------------------------ | ------------------------------------ |
|                                      |                                      |                                      |                                      |                                      |
| Срби                                 | Срби                                 |                                      | 517                                  | 99,80%                               |
| Муслимани                            | Муслимани                            |                                      | 1                                    | 0,19%                                |
| непознато                            | непознато                            |                                      | 0                                    | 0,0%                                 |

| \| \| м \| \| \| ж \| \| ? \| 4 \| \| \| 0 \| \| 80+ \| 1 \| \| \| 5 \| \| 75—79 \| 9 \| \| \| 19 \| \| 70—74 \| 20 \| \| \| 15 \| \| 65—69 \| 14 \| \| \| 23 \| \| 60—64 \| 13 \| \| \| 13 \| \| 55—59 \| 9 \| \| \| 15 \| \| 50—54 \| 23 \| \| \| 17 \| \| 45—49 \| 27 \| \| \| 24 \| \| 40—44 \| 16 \| \| \| 25 \| \| 35—39 \| 11 \| \| \| 11 \| \| 30—34 \| 15 \| \| \| 16 \| \| 25—29 \| 21 \| \| \| 14 \| \| 20—24 \| 23 \| \| \| 16 \| \| 15—19 \| 15 \| \| \| 15 \| \| 10—14 \| 11 \| \| \| 9 \| \| 5—9 \| 14 \| \| \| 10 \| \| 0—4 \| 8 \| \| \| 17 \| \| Просек : \| 40,8 \| \| \| 43,4 \| |      |  |  |      |
| |      |  |  |      |
| | м    |  |  | ж    |
| ? | 4    |  |  | 0    |
| 80+ | 1    |  |  | 5    |
| 75—79 | 9    |  |  | 19   |
| 70—74 | 20   |  |  | 15   |
| 65—69 | 14   |  |  | 23   |
| 60—64 | 13   |  |  | 13   |
| 55—59 | 9    |  |  | 15   |
| 50—54 | 23   |  |  | 17   |
| 45—49 | 27   |  |  | 24   |
| 40—44 | 16   |  |  | 25   |
| 35—39 | 11   |  |  | 11   |
| 30—34 | 15   |  |  | 16   |
| 25—29 | 21   |  |  | 14   |
| 20—24 | 23   |  |  | 16   |
| 15—19 | 15   |  |  | 15   |
| 10—14 | 11   |  |  | 9    |
| 5—9 | 14   |  |  | 10   |
| 0—4 | 8    |  |  | 17   |
| Просек : | 40,8 |  |  | 43,4 |

| Година пописа     | 1948. | 1953. | 1961. | 1971. | 1981. | 1991. | 2002. |
| ----------------- | ----- | ----- | ----- | ----- | ----- | ----- | ----- |
| Број домаћинстава | 108   | 114   | 132   | 139   | 153   | 152   | 158   |

| Број чланова      | 1  | 2  | 3  | 4  | 5  | 6  | 7 | 8 | 9 | 10 и више | Просек |
| ----------------- | -- | -- | -- | -- | -- | -- | - | - | - | --------- | ------ |
| Број домаћинстава | 26 | 38 | 22 | 40 | 14 | 10 | 6 | 1 | 0 | 1         | 3,28   |

| Пол    | Укупно | Неожењен/Неудата | Ожењен/Удата | Удовац/Удовица | Разведен/Разведена | Непознато |
| ------ | ------ | ---------------- | ------------ | -------------- | ------------------ | --------- |
| Мушки  | 221    | 63               | 143          | 12             | 3                  | 0         |
| Женски | 228    | 36               | 143          | 43             | 6                  | 0         |
| УКУПНО | 449    | 99               | 286          | 55             | 9                  | 0         |

| Пол    | Укупно                    | Пољопривреда, лов и шумарство | Рибарство                            | Вађење руде и камена | Прерађивачка индустрија       |
| ------ | ------------------------- | ----------------------------- | ------------------------------------ | -------------------- | ----------------------------- |
| Мушки  | 113                       | 11                            | 0                                    | 0                    | 61                            |
| Женски | 68                        | 9                             | 0                                    | 0                    | 21                            |
| Укупно | 181                       | 20                            | 0                                    | 0                    | 82                            |
|        |                           |                               |                                      |                      |                               |
| Пол    | Производња и снабдевање   | Грађевинарство                | Трговина                             | Хотели и ресторани   | Саобраћај, складиштење и везе |
| Мушки  | 1                         | 7                             | 12                                   | 1                    | 13                            |
| Женски | 1                         | 1                             | 16                                   | 7                    | 2                             |
| Укупно | 2                         | 8                             | 28                                   | 8                    | 15                            |
|        |                           |                               |                                      |                      |                               |
| Пол    | Финансијско посредовање   | Некретнине                    | Државна управа и одбрана             | Образовање           | Здравствени и социјални рад   |
| Мушки  | 1                         | 0                             | 5                                    | 1                    | 0                             |
| Женски | 0                         | 0                             | 1                                    | 0                    | 7                             |
| Укупно | 1                         | 0                             | 6                                    | 1                    | 7                             |
|        |                           |                               |                                      |                      |                               |
| Пол    | Остале услужне активности | Приватна домаћинства          | Екстериторијалне организације и тела | Непознато            | Непознато                     |
| Мушки  | 0                         | 0                             | 0                                    | 0                    | 0                             |
| Женски | 1                         | 0                             | 0                                    | 2                    | 2                             |
| Укупно | 1                         | 0                             | 0                                    | 2                    | 2                             |